# Długa Ziemia
Długa Ziemia (tyt. oryg. The Long Earth) – powieść powstała w wyniku współpracy Terry'ego Pratchetta z Stephenem Baxterem. Oparta na jednym z pierwszych utworów Pratchetta, On High Meggas.

## Fabuła
Długa Ziemia to (prawdopodobnie nieskończona) seria alternatywnych światów podobnych do Ziemi. Niskie Ziemie, czyli światy leżące blisko Ziemi Podstawowej, są niemal identyczne jak Ziemia, lecz wcześniej nie pojawił się tam człowiek. Jednak im dalej od Ziemi Podstawowej, tym światy coraz bardziej różnią się od naszej planety. Po odkryciu w 2015 Krokera, czyli urządzenia umożliwiającego podróżowanie po Długiej Ziemi, rozpoczyna się nowa epoka pionierskich wypraw wzdłuż Długiej Ziemi.
Książka opisuje wyprawę Joshua Valienté, naturalnego kroczącego, i Lobsanga, który jest sztuczną inteligencją, która uważa się za reinkarnację tybetańskiego mechanika. Ich wyprawa ma na celu poznanie jak najwięcej faktów o Długiej Ziemi poprzez podróż milion kroków od Ziemi Podstawowej. 
Książka opisuje również trudną sytuację gospodarczą na świecie spowodowaną odkryciem Długiej Ziemi i jej dóbr.
Kroker jest urządzeniem składającym się z kilku prostych obwodów, trójpozycyjnego przełącznika oraz ziemniaka, który stanowi jego źródło zasilania.
Powieść w formie słuchowiska była emitowana na antenie Polskiego Radia.